# حدث لاو
حدث لاو (بالإنجليزية: Lau)‏، آخر حدث من الثلاثة أحداث للانقراضات الطفيفة نسبيًا (إيرفكن ومولدي ولاو) خلال العصر السيلوري. كان له تأثير كبير على مخروطيات الأسنان، ولكن بالكاد أثر على الجرابتوليت. وقد تزامن مع نقطة عالمية منخفضة في مستوى سطح البحر، وتبعه عن كثب رحلة في النظائر الجيوكيميائية في وقت متأخر من مرحلة اللودفوردي الحيوانية وتغيير في نظام الترسب.